# Гомільша
Гомі́льша, Гому́льша — річка у Зміївському районі Харківської області. Права притока Сіверського Донця.

## Опис
Довжина 15 км, похил річки — 3,3 м/км. Формується з багатьох безіменних струмків та водойм. Площа басейну 122 км².

## Розташування
Гомільша бере початок на південно-західній околиці села Западня. Тече переважно на північний схід в межах села Велика Гомільша. На північно-східній околиці села Суха Гомільша впадає у річку Сіверський Донець, праву притоку Дону. 
Річка тече переважно по території Національного природного парку «Гомільшанські Ліси».